# Мішори
Мішори (пол. Miszory) — село в Польщі, у гміні Брохув Сохачевського повіту Мазовецького воєводства.
Населення — 178 осіб (2011).
У 1975-1998 роках село належало до Варшавського воєводства.

## Демографія
Демографічна структура станом на 31 березня 2011 року:
|          | Загалом | Допрацездатний вік | Працездатний вік | Постпрацездатний вік |
| -------- | ------- | ------------------ | ---------------- | -------------------- |
| Чоловіки | 97      | 26                 | 65               | 6                    |
| Жінки    | 81      | 13                 | 46               | 22                   |
| Разом    | 178     | 39                 | 111              | 28                   |